# Earle (Arkansas)

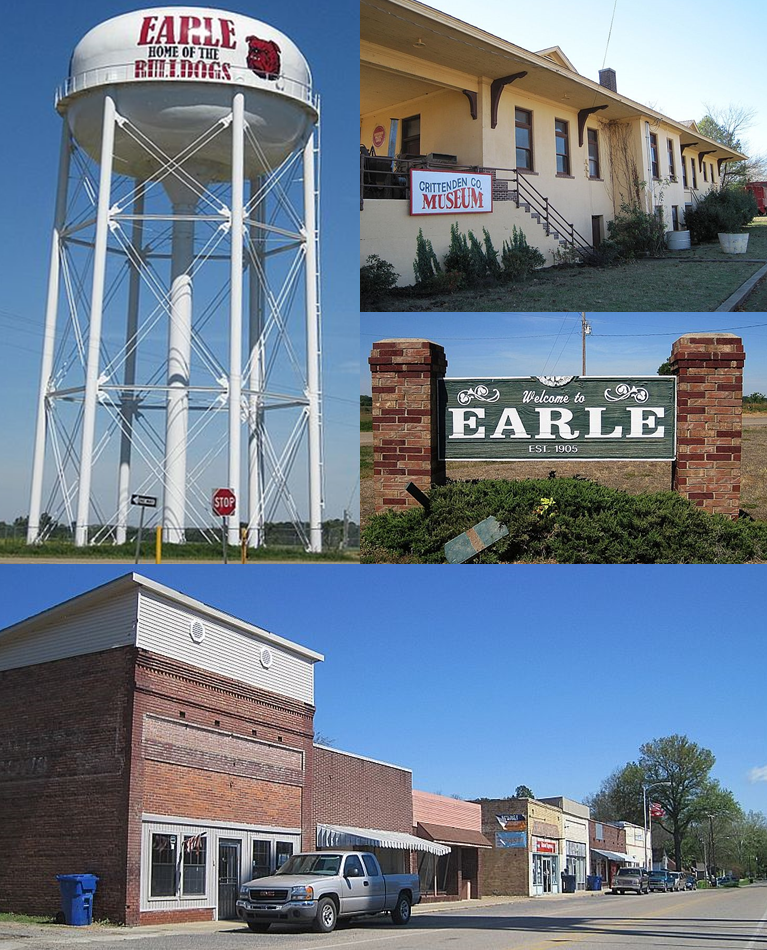
Dans le sens des aiguilles d'une montre à partir du haut : musée historique du comté de Crittenden, panneau de bienvenue d'Earle, centre-ville d'Earle le long de US 64B, château d'eau "Home of the Bulldogs"

Earle est une ville située dans l’État américain de l'Arkansas, dans le comté de Crittenden.